# Сахалин (Ульяновская область)
Сахалин — поселок в составе Большенагаткинского сельского поселения Цильнинского района Ульяновской области.

## География
Находится на расстоянии примерно 7 километров на юг по прямой от районного центра села Большое Нагаткино. 

## История
В поздние советские годы работал колхоз «Память Ильича», позже одноименное АО.  

## Население
Население составляло 1 человек в 2002 году (чувашской национальности), 1 по переписи 2010 года.